# Lithobates zweifeli
Lithobates zweifeli är en groddjursart som först beskrevs av Hillis, Frost och Webb 1984.  Lithobates zweifeli ingår i släktet Lithobates och familjen egentliga grodor. IUCN kategoriserar arten globalt som livskraftig. Inga underarter finns listade i Catalogue of Life.